# بخش اوواروفسکی
شهرستان اوواروفسکی (به لاتین: Uvarovsky District) یک سکونتگاه مسکونی در روسیه است که در استان تامبوف واقع شده‌است.